# ایسلریا
ایسلریا (نام علمی: Isleria) نام یک سرده از تیره مورچه‌مرغ است.